# Lijst van moderne Nederlandse beeldend kunstenaars
Lijst van moderne Nederlandse kunstenaars werkend tussen ca. 1900 en ca. 1980, met een artikel op de Nederlandstalige Wikipedia. 
Bedoeld zijn hier de klassiek moderne kunstenaars die in Nederland geboren zijn vóór ca. 1950. De beeldend kunstenaars beginnen hun carrière in de eerste helft van de twintigste eeuw en worden genoemd in een of meer kunsthistorische bronnen.
Voor contemporaine kunstenaars werkend vanaf ca. 1980 tot heden:
zie Lijst van Nederlandse beeldend kunstenaars gerekend tot de hedendaagse kunst.

## A
- Annie Abrahams (Biest-Houtakker, 1954), internet-, media- en videokunstenaar
- Bas Jan Ader (Winschoten, 1942 - Atlantische Oceaan, 1979), conceptueel kunstenaar
- Leon Adriaans (Helmond, 1944 - Sint-Michielsgestel, 2004), kunstschilder
- Jan Altink (Groningen, 1885 - 1971), kunstschilder, reclame-ontwerper
- Cees Andriessen (Wageningen, 1940), graficus en tekenaar
- Jo Anemaet (Philipsburg, 1911 - Drunen, 2004), kunstschilder
- Karel Appel (Amsterdam, 1921 - Zürich, 2006), kunstschilder en beeldhouwer
- Armando (Amsterdam, 1929 - Potsdam, 2018), kunstschilder, beeldhouwer, schrijver
- Gustave Asselbergs (Amsterdam, 1938 - Nijmegen, 1967), beeldend en conceptueel kunstenaar

## B
- Menno Baars (Utrecht, 1961), kunstschilder en beeldhouwer
- Erzsébet Baerveldt (Nijmegen, 1968), beeldhouwer, schilder en videokunstenaar
- Joost Baljeu (Middelburg, 1925 - Amsterdam, 1991), kunstschilder, beeldhouwer, architect, grafisch kunstenaar en publicist
- Carel Balth (Rotterdam, 1939 - Vreeland, 2019), kunstschilder
- Marius van Beek (Utrecht, 1921 - Nijmegen, 2003), beeldhouwer
- Gerrit Benner (Leeuwarden, 1897 - Nijemirdum, 1981), kunstschilder en winkelier
- Louis Boekhout (Bergen op Zoom, 1919 - Saint-André-Avellin, 2012), kunstschilder
- Willy Boers (Amsterdam 1905 - Amsterdam 1978), kunstschilder
- Marinus Boezem (Leerdam, 1934), conceptueel en beeldend kunstenaar, tekenaar
- Bram Bogart (Delft, 1921 - Sint-Truiden, 2012), kunstschilder
- Claire Bonebakker (Soerabaja, 1904 - Taxco de Alarcón, 1979), kunstschilder
- Henri Boot (Haarlem, 1877 - Haarlem, 1963), kunstschilder, lithograaf, tekenaar
- Tjeerd Bottema (Langezwaag, 1884 - Katwijk, 1978), kunstschilder, etser, illustrator
- Henk de Bouter (Driebergen-Rijsenburg, 1968), kunstschilder, graficus
- Eugène Brands (Amsterdam, 1913 - Amsterdam, 2002), kunstschilder
- Johan Briedé (Rotterdam, 1885 - Amsterdam, 1980), kunstschilder, grafisch ontwerper
- Han van den Broeke (Middelburg, 1944 - Veere, 2009), tekenaar
- Herman Brood (Zwolle, 1946 - Amsterdam, 2001), muzikant, kunstschilder
- Coosje van Bruggen (Groningen, 1942 - Los Angeles, 2009), beeldhouwer
- Gerard Bruning (Amsterdam, 1930 - Utrecht, 1987), beeldhouwer

## C
- Evert Caspers (Leeuwarden, 1897 - Zwolle, 1976), schilder, graficus
- Hendrik Chabot (Sprang, 1894 - Rotterdam, 1949), kunstschilder, beeldhouwer
- Constant (Amsterdam, 1920 - Utrecht, 2005), kunstschilder, beeldhouwer en conceptueel kunstenaar
- Eli Content (Vevey, 1943 - Amsterdam, 2022), schilder, tekenaar en collagist
- Corneille (Luik, 1922 - Auvers-sur-Oise, 2010), kunstschilder
- Jan Cremer (Enschede, 1940 - Amsterdam, 2024), schrijver, kunstschilder
- Wessel Couzijn (Amsterdam, 1912 - Amsterdam, 1984), beeldhouwer

## D
- Cor Dam (Delft, 1935 - Delft, 2019), beeldhouwer, kunstschilder, tekenaar, keramist
- Peter Diem (Coburg, 1945), kunstschilder
- Pieter Defesche (Maastricht, 1921 - Ulestraten, 1998), beeldend kunstenaar
- Ad Dekkers (Nieuwpoort, 1938 - Gorinchem, 1974), beeldhouwer
- Gerard Delfgaauw (Monster, 1882 - Rijswijk, 1947), kunstschilder
- Jan Dijker (Den Helder, 1913 - Moergestel, 1993), monumentaal kunstenaar
- Johan Dijkstra (Groningen, 1896 - Groningen, 1978), kunstschilder
- Theo van Doesburg (Utrecht, 1883 - Davos, 1931), kunstschilder, publicist
- Kees van Dongen (Delfshaven, 1877 - Monte Carlo, 1968), kunstschilder, portrettist

## E
- Dick Elffers (Rotterdam, 1910 - Amsterdam, 1990), kunstschilder en fotograaf
- Ger van Elk (Amsterdam, 1941 - Amsterdam, 2014), beeldhouwer, conceptueel kunstenaar, fotograaf
- Ferdinand Erfmann (Rotterdam, 1901 - Sardinië, 1968) kunstschilder, acteur
- Maurits Cornelis Escher (Leeuwarden, 1898 - Hilversum, 1972), graficus
- Bernard Essers (Kraksaan (Ned. Indië), 1893 - Doniawerstal, 1945), graficus
- Charles Eyck (Meerssen, 1897 - Schimmert, 1983), beeldhouwer, schilder en tekenaar

## F
- Edgar Fernhout (Bergen (NH), 1912 - Bergen (NH), 1974), kunstschilder, tekenaar, docent
- Roelof Frankot (Meppel, 1911 - Heeten, 1984), beeldhouwer, kunstschilder
- Alphons Freijmuth (Haarlem, 1940), beeldhouwer, kunstschilder

## G
- Lotti van der Gaag (Den Haag, 1923 - Nieuwegein, 1999), kunstschilder, beeldhouwster
- Ger Gerrits (Amstelveen, 1893 - Amsterdam, 1965), kunstschilder, graficus, beeldhouwer
- Leo Gestel (Woerden, 1881 - Hilversum, 1941), kunstschilder, reclame-ontwerper
- Vincent van Gogh (Zundert, 1853 - Auvers-sur-Oise, 1890), kunstschilder
- David Gosker (Den Haag, 1959), architectonische vormgeving
- Johannes Graadt van Roggen (Amsterdam, 1867 - Alkmaar, 1959), kunstschilder
- Paul Grégoire (Amsterdam, 1915 - Amsterdam, 1988), beeldhouwer
- Anita Groener (Veldhoven, 1958), kunstschilder en animatiefilmer
- Klaas Gubbels (Rotterdam, 1934), kunstschilder

## H
- Frits ten Hagen (Breda, 1924 - Hoorn, 2006), kunstschilder en tekenaar
- Sixta Heddema (Raalte, 1912 - Den Haag, 1988), etser, grafisch ontwerper, illustrator en tekenaar
- Jacoba van Heemskerck (Den Haag, 1876 - Domburg, 1923), kunstschilder, glaskunstenaar, graficus
- Marinus Heijnes (Amsterdam, 1888 - Kaag, 1963), kunstschilder en tekenaar
- Henk Helmantel (Westeremden, 1945), stillevenschilder
- Jan Henderikse (Delft, 1937), beeldhouwer en kunstschilder
- May Henriquez (Willemstad (Curaçao), 1915 - aldaar, 1999), beeldhouwer, schrijver, zakenvrouw
- Anton Heyboer (Sabang, (Indonesië), 1924 - Den Ilp, 2005), kunstschilder, etser, werktuigbouwkundige
- Louis Heymans (Utrecht, 1890 - Beek, 1977), tekenaar en kunstschilder
- Willem Hofhuizen (Amsterdam, 1915 - Maastricht, 1986), beeldhouwer, kunstschilder
- Pieter Holstein (Enschede, 1934), kunstschilder, graficus
- Theo van der Horst (Arnhem, 1921 - Arnhem, 2003), kunstschilder, beeldhouwer en glazenier
- Jopie Huisman, (Workum, 1922 - Groningen, 2000), lompenhandelaar, kunstschilder
- Willem Hussem (Rotterdam, 1900 - Den Haag, 1974), kunstschilder, dichter, beeldhouwer
- Frans Huysmans (Utrecht, 1885 - Zwolle, 1954), kunstschilder

## I
- Wim Izaks (Eibergen, 1950 - Enschede, 1989), kunstschilder
- Aart van den IJssel (Den Haag, 1922 - Voorburg, 1983), beeldhouwer, kunstschilder, tekenaar

## J
- John C. Jager (Amsterdam, 1905 - Den Haag, 1961), kunstschilder
- Jan Meine Jansen (Meppel, 1908 - Driebergen, 1994),  kunstschilder, glaskunstenaar, tekenaar
- Adam Jansma (Amsterdam, 1929 - Amsterdam, 1965), beeldhouwer
- Peter de Jong (Den Haag, 1920 - Den Haag, 1990), beeldhouwer
- Nic Jonk (Grootschermer, 1928 - Alkmaar, 1994), beeldhouwer

## K
- Petra van Kalker (Groningen, 1952), illustrator
- Jaap Kaas (Amsterdam 1898 - Amsterdam 1972), beeldhouwer, graficus, medailleur
- Arie Kater (Amsterdam, 1922 - Amsterdam, 1977), kunstschilder
- Dick Ket (Den Helder, 1902 - Bennekom, 1940), kunstschilder
- Fon Klement (Amsterdam, 1930 - Amsterdam, 2000), kunstschilder
- Henk Klinkhamer (Leiden, 1952 - Hillegom, 2019), beeldhouwer en schilder
- Rob van Koningsbruggen (Den Haag, 1948), abstract kunstschilder
- Pyke Koch (Beek-Ubbergen, 1901 - Wassenaar, 1991), kunstschilder
- Hein Kocken (Utrecht, 1945), beeldhouwer
- David van de Kop (Den Haag, 1937 - Dreischor, 1994), beeldhouwer
- Harry van Kruiningen (Hansweert, 1906 - Laren, 1996), graficus
- Herman Kruyder Lage Vuursche, 1881 - Amsterdam, 1935), kunstschilder, tekenaar, glazenier
- Harry van Kuyk (Zevenaar, 1929 - Nijmegen, 2008), graficus en kunstenaar
- Steven Kwint (Elst, 1931 - Auray in Frankrijk, 1977), kunstschilder, graficus

## L
- George Lampe (Schiedam, 1921 - Den Haag, 1982), beeldend kunstenaar, directeur Psychopolis Vrije academie Den Haag
- Engelbert L'Hoëst (Amersfoort, 1919 - Soesterberg, 2008), kunstschilder
- Ger Lataster (Schaesberg, 1920 - Amsterdam, 2012), beeldhouwer en kunstschilder
- Bart van der Leck (Utrecht, 1876 - Blaricum, 1958), kunstschilder, glas-in-lood kunstenaar
- Marius de Leeuw (Den Bosch, 1915 - Helvoirt, 2000), glas-in-lood kunstenaar
- Jan Lemaire jr. (Amsterdam, 1906 - Middelburg, 1960), toneelspeler, regisseur
- Johan Lennarts (Eindhoven, 1932 - Lagardère, 1991), kunstenaar en schrijver
- Guillaume Lo-A-Njoe (Amsterdam, 1937), kunstschilder, beeldhouwer, graficus, wandschilder
- Bert van Loo (Gulpen, 1946 - Amsterdam, 2016), beeldend kunstenaar, beeldhouwer
- Reinier Lucassen (Amsterdam, 1939), beeldhouwer en kunstschilder

## M
- Marie Henri Mackenzie (Rotterdam, 1878 - Hilversum 1961), kunstschilder
- Kees Maks (Amsterdam, 1876 - Amsterdam, 1967), kunstschilder
- Jan Mankes (Meppel, 1889 - Eerbeek, 1920), kunstschilder en graficus
- Johan Hendrik van Mastenbroek (Rotterdam, 1875 - Rotterdam, 1945), kunstschilder
- Wout Maters (IJmuiden, 1931 - IJmuiden, 2017), beeldhouwer, medailleur
- Piet Mondriaan (Amersfoort, 1872 - New York, 1944), kunstschilder en theoreticus
- Pjotr Müller (Amsterdam, 1947), beeldhouwer
- Wout Muller (Hilversum, 1946 - Waterford, 2000), kunstschilder

## N
- Napaku (Gouda, 1935 - Den Haag, 2004), graffitikunstenaar
- Jaap Nanninga (Winschoten, 1904 - Den Haag, 1962), kunstschilder, reclameschilder, sneltekenaar
- Gerrit van 't Net (Eemnes, 1910 - Amsterdam, 1971),  kunstschilder, graficus

## O
- Kor Onclin (Leeuwarden, 1918 - Twello, 2003), kunstschilder
- Pjotr van Oorschot (Sint-Oedenrode, 1944 - Rotterdam, 2012), beeldhouwer, tekenaar, omgevingskunstenaar
- Jeanne Bieruma Oosting (Leeuwarden, 1898 - Almen, 1994), kunstschilder, graficus, etser
- Luuc Ottens (Nijmegen, 1947 - Bemmel, 2006), glazenier
- Piet Ouborg (Dordrecht, 1893 - Den Haag, 1963), kunstschilder, tekenaar
- Willem den Ouden (Haarlem, 1928 - Varik), kunstschilder, graficus, tekenaar

## P
- Charlotte van Pallandt (Arnhem, 1898 - Noordwijk, 1997), beeldhouwster, kunstschilder
- Gerrit Patist (De Bilt, 1947 - De Bilt, 2005), beeldhouwer en keramist
- Henk Peeters (Den Haag, 1925 - Hall, 2013), beeldend kunstenaar
- Hans Petri (Weerselo, 1919 - Dordrecht, 1996), beeldhouwer

## R
- John Rädecker (Amsterdam, 1885 - Amsterdam, 1956), monumentaal beeldhouwer
- Marcus Ravenswaaij (Gorinchem, 1925 - Hoogblokland, 2003), beeldhouwer
- Theo Renirie (Nijmegen, 1927 - Doesburg (?), 2016), kunstschilder, beeldhouwer
- Gerrit Rietveld (Utrecht, 1888 - Utrecht, 1964), architect en ontwerper
- Jan Riske (Dordrecht, 1932), kunstschilder
- Coba Ritsema (Haarlem, 1876 - Amsterdam, 1961), kunstschilder
- Cees Robben (Tilburg, 1909 - Tilburg, 1988), tekenaar
- Carla Rodenberg (Gouda, 1941), kunstschilder
- José Manuel Rodrigues (Lissabon, 1951), beeldend kunstenaar, fotograaf
- Jan Roëde (Groningen, 1914 - Den Haag, 2007), kunstschilder
- Cornelius Rogge (Amsterdam, 1932 - Eerbeek, 2023), beeldhouwer
- Kees Romeyn (Culemborg, 1923 - Amsterdam, 2005), kunstschilder, tekenaar
- Eddy Roos (Amsterdam, 1949), beeldhouwer en tekenaar
- Anton Rooskens (Griendtsveen, 1906 - Amsterdam, 1976), kunstschilder, metaalleraar
- Marte Röling (Laren (NH), 1939), kunstenares
- Matthijs Röling (Oostkapelle, 1943), kunstschilder

## S
- Har Sanders (Den Haag, 1929 - Oude Pekela, 2010), beeldend kunstenaar, schrijver, graficus
- Jaap Sax (Amsterdam, 1899 - Alkmaar, 1977), schilder, tekenaar en beeldhouwer
- Wim T. Schippers (Groningen, 1942), televisie- en radiomaker, schrijver en beeldend kunstenaar
- Jan Sierhuis (Amsterdam, 1928 - Amsterdam, 2023), kunstschilder
- Jan Schoonhoven (Delft, 1914 - Delft, 1994), beeldend kunstenaar
- Wim Schuhmacher (Amsterdam, 1894 - Amsterdam, 1986), kunstschilder en tekenaar
- Hans Siegmund (Amersfoort, 1930 - Rijswijk - gemeente Buren, 2017), kunstschilder, kunstdocent, graficus
- Eja Siepman van den Berg (Eindhoven, 1943), beeldend kunstenares
- Jan Sierhuis (Amsterdam, 1928 - aldaar, 2023), kunstschilder
- Martin Sjardijn (Den Haag, 1947), beeldend kunstenaar
- Jan Sluijters ('s-Hertogenbosch, 1881 - Amsterdam, 1957), kunstschilder, illustrator
- Sjaak Smetsers (Venlo, 1954), beeldend kunstenaar
- Ad Snijders (Eindhoven, 1929 - Eindhoven, 2010), kunstschilder, tekenaar, collagist en beeldhouwer
- Jean-Marie van Staveren (Rotterdam, 1946), kunstschilder
- Marie-Hélène Stokkink (Venlo, 1944), kunstschilder

## T
- Ed van Teeseling (Amsterdam, 1924 - Nijmegen, 2008), beeldhouwer
- René P. Tonneyck (Ubbergen, 1915 – Den Haag, 1997), kunstschilder, tekenaar, aquarellist, etser, docent
- Charley Toorop (Katwijk, 1891 - Bergen (NH), 1955), kunstschilder

## U
- Ulay (Frank Uwe Laysiepen) (Solingen, 1943), beeldend kunstenaar

## V
- JCJ Vanderheyden ('s-Hertogenbosch, 1928-2012), kunstschilder, fotograaf
- Jan van der Vaart (Den Haag, 1931 - Leiden, 2000), keramist
- Erwin van Krey (Tilburg, 1959), kunstschilder
- Bram van Velde (Zoeterwoude-Rijndijk, 1895 - Grimaud, 1981), kunstschilder en graficus
- Geer van Velde (Lisse, 1898 - Parijs, 1977), kunstschilder
- Aat Veldhoen (Amsterdam, 1934 - Amsterdam, 2018), kunstschilder en graficus
- Kees van der Vlies (Bandoeng, 1940), kunstschilder en decorateur
- Libbe Venema (Groningen, 1937 - Dalerveen, 1994), kunstschilder en graficus
- Hans Verweij (Rotterdam, 1928-2011), kunstschilder en tekenaar
- Kees Verkade (Haarlem, 1941), beeldhouwer en tekenaar
- Henk Visch (Eindhoven, 1950), beeldhouwer en graficus
- Carel Visser (Papendracht, 1928 - Le Fousseret, 2015), beeldhouwer
- Auke de Vries (Bergum, 1937), beeldhouwer
- Herman de Vries (Alkmaar, 1931), beeldend kunstenaar

## W
- Jaap Wagemaker (Haarlem, 1906 - Amsterdam, 1972), kunstschilder, materieschilder
- Ben Walrecht (Groningen, 1911 - Hilversum, 1980), kunstschilder en beeldhouwer
- Willem Wenckebach (Den Haag, 1860 - Santpoort, 1937), kunstschilder en graficus
- Oswald Wenckebach (Heerlen, 1895 - Noordwijkerhout, 1962), kunstschilder en beeldhouwer
- Fie Werkman (Groningen, 1915 - Groningen, 2002), collagekunstenaar
- Hendrik Werkman (Leens, 1882 - Bakkeveen, 1945), kunstschilder en graficus
- Paul Werner (Arnhem, 1930 - Amsterdam, 2018), kunstschilder, graficus
- Jan Wiegers (Kommerzijl, 1893 - Amsterdam, 1959), kunstschilder
- Hendrik Wiegersma (Lith, 1891 - Deurne, 1969), kunstschilder, tekenaar, schrijver en arts
- Matthieu Wiegman (Zwolle, 1886 - Bergen (Noord-Holland), 1971), kunstschilder en glazenier
- Jaak van Wijck (Ginneken, 1870 - Antwerpen, 1946), kunstschilder en glazenier
- Nicolaas Wijnberg (Amsterdam, 1908 - Laren, 2006), kunstenaar en choreograaf
- Ysbrant van Wijngaarden (Den Haag, 1937), kunstschilder en graficus
- Piet van Wijngaerdt (Amsterdam, 1873 - Abcoude, 1964), kunstschilder, graficus, tekenaar
- Joop Willems (Nijmegen, 1915 - Amsterdam, 1989), kunstschilder, etser, tekenaar, docent
- Carel Willink (Amsterdam, 1900 - Amsterdam, 1983), kunstschilder
- Sylvia Willink (Amsterdam, 1944), kunstschilder en beeldhouwer
- Max van der Wissel (Epe, 1906 - Haren, 1999), graficus, kunstschilder en tekenaar, docent en directeur Academie Minerva
- Henk van Woerden (Leiden, 1947 - Ann Arbor, 2005), kunstschilder en schrijver
- Jan Wolkers (Oegstgeest, 1925 - Westermient, 2007), beeldhouwer, kunstschilder, kunstenaar en schrijver
- Theo Wolvecamp (Hengelo, 1925 - Amsterdam, 1992), kunstschilder, graficus
- Ans Wortel (Alkmaar, 1929 - Hilvarenbeek, 1996), beeldend kunstenares, dichter en schrijver

## Z
- Cornelis Zitman (Leiden, 1926 - Caracas, 2016), beeldhouwer
- Piet Zwiers (Meppel, 1907 - Meppel, 1965), kunstschilder